# Marcel Janssens
Marcel Janssens (Edegem, Anvers, 30 de desembre de 1931 - Nukerke, 29 de juliol de 1992) va ser un ciclista belga que fou professional entre 1954 i 1965.
Al llarg de la seva carrera professional aconseguí 26 victòries, però abans, com a aficionat obtingué el Campionat de Bèlgica en carretera el 1951 i una etapa a la Volta a Catalunya. Com a professional destaquen dues etapes al Tour de França.

## Palmarès
- 1952
  - Vencedor d'una etapa a la Volta a Limburg amateur
- 1953
  - Vencedor d'una etapa a la Volta a Catalunya
- 1954
  - Campió de la Província d'Anvers
  - 1r al Gran Premi de Kalmthout
- 1955
  - Campió de la Província d'Anvers
  - 1r al Tour de l'Oest i vencedor d'una etapa
  - 1r al Circuit de Brabant Valon
  - 1r al Circuit d'Escaut-Dendre-Lys
  - 1r al Gran Premi de Kalmthout
  - 1r al Premi de Nederbrakel
  - 1r al Premi de Wilrijk
  - 1r al Premi de Brasschaat
  - 1r al Premi d'Aurillac
  - Vencedor d'una etapa al Tres dies d'Anvers
- 1956
  - 1r al Premi de Wilrijk
- 1957
  - Vencedor d'una etapa al Tour de França
- 1958
  - Vencedor d'una etapa i del premi de la muntanya al Tour de Romandia
  - 1r al Premi de Waarschoot
- 1959
  - Vencedor d'una etapa al Tour de França
  - 1r de l'Anvers-Ougrée
  - 1r al Premi d'Aarschot
- 1960
  - 1r a la Bordeus-París
  - 1r al Premi de Liborna
- 1961
  - 1r al Premi de Zele
- 1963
  - 1r al Premi d'Herenthout

### Resultat al Tour de França
- 1956. 32è de la classificació general
- 1957. 2n de la classificació general i vencedor d'una etapa
- 1958. Abandona (6a etapa)
- 1959. 25è de la classificació general i vencedor d'una etapa
- 1960. Abandona (11a etapa)
- 1963. Abandona (6a etapa)

### Resultat al Giro d'Itàlia
- 1956. Abandona (6a etapa)
- 1957. 20è de la classificació general

### Resultat a la Volta a Espanya
- 1962. 32è de la classificació general